# Jean Berry
Jean Berry (* 7. August 1921; † 29. Oktober 2022) war ein belgischer Jazzgitarrist, der sich auch als Popsänger betätigte.

## Leben und Wirken
Berry begann 1943 professionell mit vielen Größen des belgischen Jazz  zu spielen; außerdem begleitete er  auch französische Sänger wie Edith Piaf, Jean Sablon, Charles Trenet und Gilbert Bécaud. In seiner frühen Karriere arbeitete er auch mit Stan Brenders (1946), Ernst van’t Hoff (1948), Jean Omer (1947), Jack Kluger (1948), Gus Deloof, Fats Sadi, Raoul Faisant, Jack Sels („Sels Boogie“). 1947 nahm er an einer Session mit Toots Thielemans teil, bei der ein Demoband mit vier Stücken produziert wurde, das an Benny Goodman geschickt wurde, was dazu führte, dass Thielemans drei Jahre später auf einer Europatournee Mitglied der Benny Goodman All Stars wurde. Jean Berry war lange als Rhythmusgitarrist tätig und wirkte bei dem Soundtrack des Films Meeuwen sterven in de Haven (1954) mit dem Saxophonisten Jack Sels mit. Im Bereich des Jazz war er laut Tom Lord zwischen 1946 und 1954 an fünf Aufnahmesessions beteiligt, etwa mit Gus Deloof, Yetty Lee mit Jean Robert and His Orchestra, The Peters Sisters with Billy Moore Jr. and His Orchestra.
In den 1960er- und 1970er-Jahren spielte Berry für verschiedene Gruppen in ganz Belgien, Frankreich und Europa. Nach einem Motorradunfall musste er von der Gitarre auf den Bass umsteigen. Er arbeitete fortan mit dem belgischen Popsänger Will Ferdi zusammen. Während seiner Karriere betätigte er sich auch als Sänger, was zu einer Schellack-Aufnahme für den belgischen Rundfunksender Institut national de radiodiffusion führte, in der er eine französische Version von „A Kiss to Build a Dream on“ sang, ein Titel, der vor allem durch Louis Armstrong bekannt war.